# Заради кількох рядків
«Заради кількох рядків» (рос. «Ради нескольких строчек») — радянський художній фільм, поставлений на кіностудії «Ленфільм» у 1985 році режисером Олександром Рогожкіним за мотивами повісті Михайла Алексєєва «Дівізіонка».

## Сюжет
Фільм розповідає про нелегку роботу працівників фронтовий дивізійної газети під час Німецько-радянської війни, дія відбувається в 1944 році. Вантажівка дивізійної газети підірвалася на міні. Всі співробітники залишилися живі, але шрифт вибуховою хвилею розкидало по полю. Тепер газетярі повинні буквально зібрати черговий номер під вогнем ворога.

## У ролях
- Микита Михайловський — лейтенант Михайло Єгоров, військовий кореспондент
- Неллі Попова — Настенька
- Володимир Олексієнко — дід Настеньки, старий гуцул
- Антон Адасинський — Юрій Рузес, військовий фотограф
- Володимир Єрьомін — лейтенант Лубицький
- Анатолій Грачов — капітан Буренков
- Юрій Дубровін — Яків Захарич, солдат
- Олексій Булдаков — Максимович, військовий шофер
- Валерій Захар'єв — Рибаков, складач дивізійної газети
- Сергій Проханов — майор Ковальов, поет-аматор
- Віктор Бичков — німецький єгер
- Ігор Добряков — Охріменко
- Сергій Ісавнін — солдат Ніколаєв
- Людмила Стамбірська — жінка біля вікна

## Знімальна група
- Автор сценарію —  Аркадій Красильщиков
- Режисер-постановник —  Олександр Рогожкін
- Оператор-постановник —  Іван Багаєв
- Художник-постановник —  Станіслав Романовський
- Композитор — Альгірдас Паулавічюс
- Звукооператор —  Микола Астахов
- Редактор — Олег Шарков
- Режисер —  Ігор Москвітін